# The Falls: Covenant of Grace
The Falls: Covenant of Grace je americký hraný film z roku 2016, který režíroval Jon Garcia podle vlastního scénáře. Film je závěrečným díle trilogie filmů The Falls a The Falls: Testament of Love.

## Děj
Chris je rozvedený a bydlí v Salt Lake City, kde vychovává dceru Kaylee. RJ se přestěhoval ze Seattlu do Portlandu a živí se jako spisovatel. Po delší odmlce Chris přijíždí na víkend za RJ, aby se pokusili obnovit jejich vztah. V té době mormonská církev vydá prohlášení, že neumožní křest dětem, které jsou vychovávány stejnopohlavními páry. Protože Chrisův otec Noah patří k vedoucím autoritám církve, RJ je z vývoje rozladěn a nevěří, že o tom Chris nevěděl. Znovu se usmíří na pohřbu Chrisovy matky. RJ přijíždí do Salt Lake City i se svým otcem a jsou pozváni na rodinnou večeři. Zde Noah akceptuje vztah svého syna a RJ. Posléze se pokusí revokovat usnesení církve ohledně křtu, avšak neúspěšně. Chris se vypraví za RJ, aby ho požádal o ruku.

## Obsazení
| Nick Ferrucci         | RJ Smith       |
| Benjamin Farmer       | Chris Merrill  |
| Bruce Jennings        | Noah Merrill   |
| Malaya Garza          | Kaylee Merrill |
| Curtis Edward Jackson | Ryan Woodrow   |
| Harold Phillips       | Tom Smith      |
| Rebecca Karpovsky     | Sheris Hurwitz |
| Alexandra Spadoni     | Adina Hurwitz  |